# Halichaetonotus australis
Halichaetonotus australis is een buikharige uit de familie Chaetonotidae. Het dier komt uit het geslacht Halichaetonotus. Halichaetonotus australis werd in 2005 voor het eerst wetenschappelijk beschreven door Warwick & Todaro. 